# Truro (Cornwall)
Koordinaten: 50° 16′ N, 5° 3′ W
Truro (kornisch Truru oder Tryverow) ist der Verwaltungssitz der englischen Grafschaft Cornwall sowie die südlichste Stadt des Vereinigten Königreiches, die den Titel City trägt. 
Die Stadt hat 19.134 Einwohner (Stand 2010).

## Geografie
Truro liegt im Herzen Cornwalls, am Zusammenfluss der Flüsse Kenwyn und Allen, die den River Truro bilden. 

## Geschichte

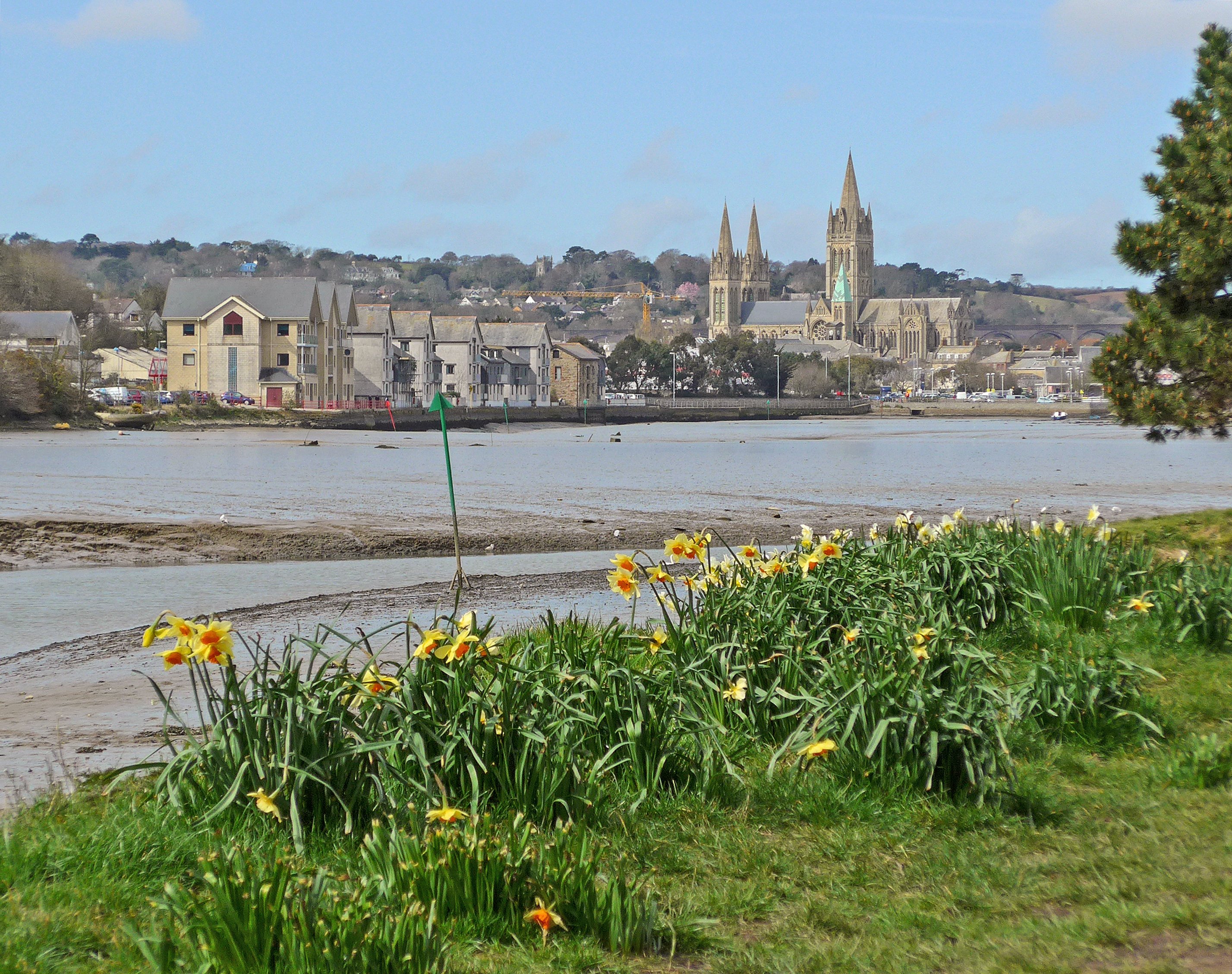
Truro

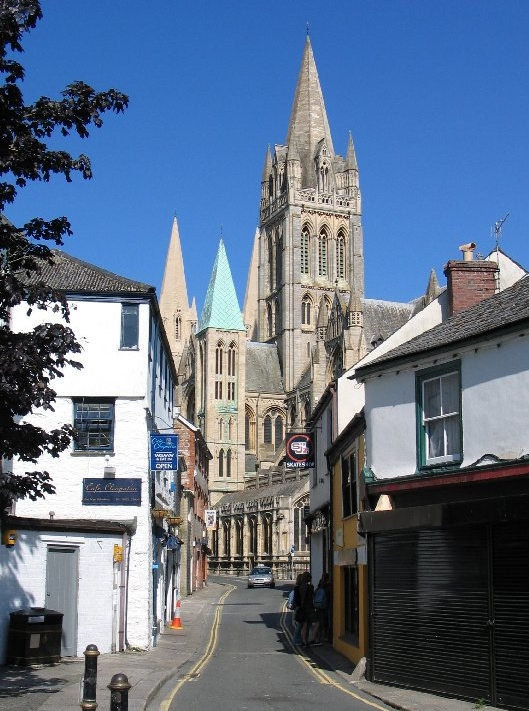
Straße in Truro

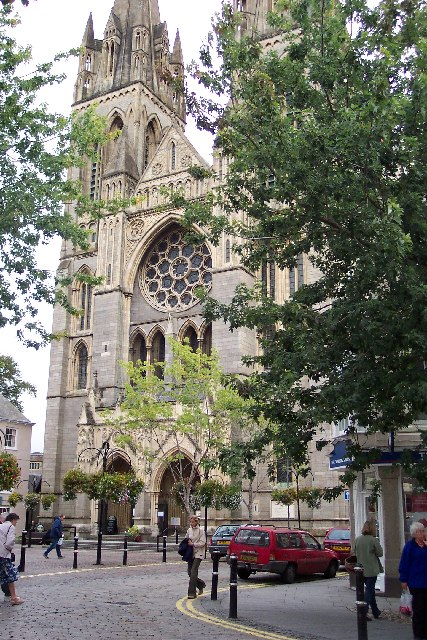
Kathedrale von Truro

Die Gegend um Truro ist seit der Eisenzeit besiedelt, wie Funde bei Carvossa belegen. Im 12. Jahrhundert, zur Zeit König Heinrichs II., errichtete Richard de Luci eine Burg an der Stelle, wo sich heute das Gericht von Truro befindet. Überreste des normannischen Schlosses wurden dort vor wenigen Jahren bei Ausgrabungen entdeckt. 
Im 14. Jahrhundert war Truro bereits zu einer bedeutenden Hafenstadt herangewachsen und zudem eine der fünf Zinnbergwerksstädte in Cornwall. Königin Elisabeth I. verlieh Truro im 16. Jahrhundert die Stadtrechte. Zu diesem Zeitpunkt kontrollierte Truro auch den Hafen von Falmouth und war ein florierender Ort.
Die Industrialisierung setzte in Truro im 17. und 18. Jahrhundert ein. Zinnschmelzen, Eisengießereien, Töpfereien und Gerbereien siedelten sich im Stadtgebiet an. Als im 18. und 19. Jahrhundert die Zinnpreise stiegen, blühte Truro auf. Der Stadt wurde der Spitzname „London of Cornwall“ verliehen und 1876 wurde sie durch die „Bishopric of Truro Bill“ zum Sitz der neugebildeten Diözese Truro erklärt. Es war der erste Bischof der Stadt, Edward White Benson, der den entscheidenden Anstoß zur Errichtung der Kathedrale von Truro gab. 1877 verlieh Königin Victoria der Stadt den Status einer City und drei Jahre später wurde mit dem Bau der Kathedrale begonnen.

## Sehenswürdigkeiten
- Truro ist bekannt für seine neugotische Kathedrale, die 1910 fertiggestellt wurde (1880–1910).
- Außerdem befindet sich in der Stadt das Royal Cornwall Museum, das älteste Museum Cornwalls.
- Nahe Truro, etwa 5 km südöstlich, befindet sich die nördlichste Teeplantage der Welt, die für Besucher offen ist.[1]

## Bildung
Oberhalb des Ortes befindet sich die Privatschule Truro School.

## Persönlichkeiten

### Söhne und Töchter der Stadt
- Samuel Foote (1720–1777), Schauspieler und Dramatiker
- Richard Lander (1804–1834), Afrikaforscher
- John Lander (1806–1839), Afrikaforscher
- Henry Charlton Bastian (1837–1915), Neurologe
- Edith Hume (1843–1906), Malerin
- Mary Watson (1860–1881), australische Volksheldin
- Kenneth Meek (1908–1976), kanadischer Komponist, Organist, Pianist, Cembalist, Chorleiter und Musikpädagoge
- Vernon Nicholls (1917–1996), Theologe
- Maurice Clautier (1918–1999), Radrennfahrer
- Christopher Middleton (1926–2015), Dichter, Lyriker und Übersetzer
- An Seon Jae / Anthony Graham Teague / Brother Anthony of Taizé (* 1942), emeritierter Professor für Literatur und Bruder von Taizé
- James Marsh (* 1963), Filmregisseur und Dokumentarfilmer
- Michael Adams (* 1971), Schachgroßmeister
- Nick Nieland (* 1972), Speerwerfer
- Matthew Etherington (* 1981), Fußballspieler
- Annabel Vernon (* 1982), Ruderin
- Helen Glover (* 1986), Ruderin
- Cody Cooke (* 1993), Fußballspieler
- Molly Caudery (* 2000), Stabhochspringerin

## Sonstiges
Weltweit ein Begriff wurde Truro als Namensgeber einer berühmten Dampflokomotive: Am 9. Mai 1904 durchbrach die City of Truro der Great Western Railway auf einer Messfahrt erstmals die Grenze von 100 englischen Meilen in der Stunde (ca. 160 km/h).
Wenn man Georgien nicht zu Europa zählt, wird in Europa heutzutage Tee nur auf der Azoreninsel São Miguel und in Truro angebaut.

## Städtepartnerschaften
- Morlaix, Frankreich
- Boppard, Deutschland, seit 1991